# 福見真紀
福見 真紀（ふくみ まき、1993年9月18日 - ）は、日本の元タレント。
大阪府出身。

## 略歴
2009年1月より、福見真紀名義でイメージDVD5作品を発売。同年4月、雑誌『週刊プレイボーイ』の第7回ビキニプリンセスに出場、グランプリを受賞。また、第2回日本グラビアアイドル大賞にエントリーしていたが、受賞はしていない。
2010年、7月3日をもって舞夢プロとのタレント契約を終了、7月15日よりフィットワンに移籍。同年、日テレジェニック2011の候補者に選ばれる。
2011年、2月26日に第11回SCH アイドルトキワ荘ユニットでライブ活動開始。同年7月12日にトキワ荘ユーストでユニット名が決定、「リンクス」として活動開始したが、11月19日の第19回SCHにてリンクス卒業。同年12月、中野風女シスターズ、風男塾に加入。パーソナルカラーはどちらも白。
その後2015年10月15日をもって風男塾を卒業した。
5歳下の弟がいる。

## ユニット
- 中野風女シスターズ
- 風男塾
  - 雪村 涼真（ゆきむら りょうま）

## 作品

### 映像作品
- Pure Smile（2009年、竹書房）
- ピーチ!コレクション（2009年、イーネットフロンティア）
- ハニカミ（2009年、ラインコミュニケーションズ）
- Makitty（2010年、彩文館出版）
- BIG LOVE（2011年、スパイスビジュアル）
- トキメキ〜夏少女〜（2011年、ラインコミュニケーションズ）
- Sweet 18 -スウィートエイティーン-（2011年11月26日、晋遊舎）
- メクルメク季節（2012年2月20日、ラインコミュニケーションズ）
- カラフルマキアート（2014年4月25日、竹書房）

## 出演

### テレビ
- アイドルサイドを歩け!!〜Walk On The Idol Side〜（2008年、アメリカ村TV）[5]
- 勝ち抜き!アイドル天国!!ヌキ天（2008年、GyaO）
- アイドルの穴2011 日テレジェニックを探せ!（2011年、日本テレビ）[6]
- ランク王国（2011年、TBS）
- ヒルナンデス!（2011年 - 、日本テレビ）
- 女神降臨（2011年10月、MONDO TV）
- 乙女の天然水（2014年、BS11）

### 映画
- こたつと、みかんと、ニャー。（2013年3月30日[7]、ユナイテッドエンタテインメント）

### 舞台
- アリスインプロジェクトライン♪（2011年8月4日 - 7日、銀座博品館劇場） - 光組：森下比呂 役

### イベント
- 喜屋武ちあきVer3.6記念イベント「kyanPa!!2020」（2020年3月15日、At 新宿ヒミツキチラボ365）ゲスト出演

## 書籍

### 雑誌
- 週刊プレイボーイ 4月13日号（2009年、集英社）
- Koh→Boh
- ヤングチャンピオン
- DVDヨロシク!
- DVD Dream